# Юннански сеносъбирач
Юнанският сеносъбирач (Ochotona gaoligongensis) е вид бозайник от семейство Пики (Ochotonidae).

## Разпространение
Видът е разпространен в Китай (Юннан).